# Martha Helgeland
Martha Helgeland (ur. 14 stycznia 1981 w Oslo) – norweska wioślarka.

## Osiągnięcia
- Mistrzostwa Świata Juniorów – Linz 1998 – jedynka – 12. miejsce[1].
- Mistrzostwa Świata Juniorów – Płowdiw 1999 – dwójka podwójna – 1. miejsce[1].
- Mistrzostwa Świata – Monachium 2007 – dwójka podwójna – 12. miejsce[1].
- Mistrzostwa Europy – Poznań 2007 – dwójka podwójna – 7. miejsce[1].